# Queue-de-cheval (anatomie)
Pour les articles homonymes, voir Queue de cheval.
La queue-de-cheval (du lat. cauda equina) est un faisceau de cordons nerveux visible dans la zone inférieure de la colonne vertébrale, qui marque la « fin » du tube neural, au niveau de la seconde vertèbre lombaire L2, à partir de laquelle on pratique la ponction lombaire.
Elle est constituée de nerfs de la moelle épinière, qui se trouvent vers les vertèbres lombaires, sacrées et coccygiennes.
La compression de cette zone provoque le syndrome de la queue-de-cheval, dont les symptômes sont variables en fonction de la gravité de la compression : sciatique uni- ou bilatérale (selon l'uni- ou bilatéralité de la compression), paraplégie périphérique, atrophie des muscles et incontinence anale et vésicale,. 
Les formes graves de ce syndrome se traitent par neurochirurgie,.